# Clark Gable
William Clark Gable (Cadiz, Ohio, 1901. február 1. – Los Angeles, 1960. november 16.) Oscar-díjas amerikai színész. Édesapja William Henry „Bill” Gable, édesanyja Adeline Hershelman volt. Pályafutása 1924-től 1960-ig tartott. Leghíresebb filmje az Elfújta a szél [Gone with the Wind; 1939]. Házasságai rövid életűek voltak. Öt felesége volt: Josephine Dillon, Maria Franklin Printiss Lucas Langham, Carole Lombard, Sylvia Ashley, Kay Williams. Két gyermeke született: 1935-ben Judy Lewis, 1961-ben pedig John Clark Gable. 1960. november 16-án hunyt el Los Angelesben, 59 évesen.

## Élete
Clark Gable 10 hónapos volt, amikor édesanyja meghalt, ekkor édesapja Pennsylvaniába adta a rokonaihoz. Amikor 2 éves lett, az apja visszavette őt. 16 évesen befejezte a gimnáziumot, és otthon élt. Egy ideig alkalmi munkásként dolgozott, amíg meg nem látta a vándorszínészek fellépését. Gable ennek hatására úgy döntött, hogy színész akar lenni. 

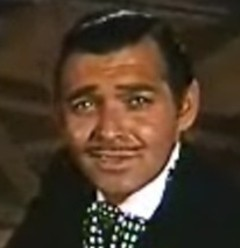
Rhett Butler szerepében az Elfújta a szél című filmben

1924-ben Josephine Dillon lett a menedzsere, akit később feleségül vett. Karrierje 1931-ben indult be a The Painted Desert című westernnel, amelyben Helen Twelvetreesszel szerepelt. 1931-ben már a 10 legjobb hollywoodi színész között emlegették. 1934-ben megkapta első főszerepét a Columbia Pictures-től az Ez történt egy éjszaka című filmben. Alakításért Oscar-díjat kapott. 1937-ben egy népszerű rádióállomás hallgatói megválasztották Hollywood királyának (King of Hollywood). 1939-ben az Elfújta a szél című 10 Oscar-díjjal jutalmazott filmben eljátszhatta Vivien Leigh mellett Rhett Butler szerepét. Ugyanebben az évben feleségül vette Carole Lombard színésznőt, aki 1942-ben légi szerencsétlenségben életét vesztette. Még ebben az évben Gable belépett az Amerikai Légierőhöz, Európában is szolgált. Ezután Greer Garsonnal forgatott egy filmet. 
1949-ben negyedszerre is megházasodott, ekkor Sylvia Ashley színésznőt vette feleségül. 1960-ban készült el utolsó filmje, a Kallódó emberek, melyben Marilyn Monroe-val szerepelt együtt. 1960-ban szívinfarktusban elhunyt. 1961 márciusában megszületett fia (második gyermeke), John Clark Gable, ötödik feleségétől, Kay Williams-től.

## Filmjei
- Tánc, a csodák csodája (1985) (szereplő)
- Brother, can you spare a dime? (1975)
- Az MGM nagy vígjáték-parádéja (1964)
- Kallódó emberek (1961)
- Nápolyban kezdődött (1960)
- A nagy riport (1958)
- Csendben fut, mélyen fut (1958)
- Band of Angels (1957)
- Egy király és négy királynő (1956)
- The Tall Men (1955)
- Elárultan (1954)
- Mogambo (1953)
- Sose engedj el! (1953)
- Magányos csillag (1952)
- Át a széles Missourin (1951)
- A házalók (1947)
- Valahol megtalállak (1942)
- Honky Tonk (1941)
- Olajváros (1940)
- Elfújta a szél (1939)
- Saratoga (1937)
- Feleségek titkárnők ellen (1936)
- San Francisco (1936)
- Lázadás a Bountyn (1935)
- Ez történt egy éjszaka (1934)
- Manhattani melodráma (1934)
- A táncoló hölgy (1933)
- Vérvörös homok (1932)
- Festett sivatag (1931)
- Zuhanórepülés a pokolba (1931)
- Night Nurse (1931)
- Egy szabad lélek (1931)